# Казімеж Гзовський
Казимир Александр Гзовський (пол. Kazimierz Aleksander Gzowski; 1901-1986) — польський військовик та спортсмен, призер літніх Олімпійських ігор 1928 року.

## Біографія
Під час Першої світової війни служив у російській армії, з 1919 року в польській армії. Після закінчення кадетського училища і навчального центру кавалерії став офіцером 15 Познанського кавалерійського полку. Дослужився до звання капітана.
Брав участь у літніх Олімпійських іграх в Амстердамі 1928 року, де він зайняв 4-5 місце в індивідуальному конкурі, та завоював срібну медаль у командному конкурі (разом з Міхалом Антоневичом і Казимежем Шосландом).
30 квітня 1935 року пішов на пенсію, у званні лейтенанта. Однак він брав участь в обороні Польщі у 1939 році. З листопада 1939 року він втік до Франції, де став командиром 2-го гренадерського полку. Після війни він емігрував.